# Liliana Fantoni
Liliana Fantoni (Firenze, 16 gennaio 1920 – 2 dicembre 2016) è stata una fumettista italiana fra le primi autrici italiane di fumetti.

## Biografia
Esordì come disegnatrice pubblicando su un supplemento per bambini della rivista Modellina per poi dedicarsi alla realizzazione di serie a fumetti come "Le Avventure di Straccetto" e "La Banda dagli Speroni d'Argento" per il Giornale dei Ragazzi dal 1944 al 1946. Dopo la seconda guerra mondiale collaborò col padre Guido Fantoni come sua assistente.
Nei primi anni cinquanta collaborò con la Edizioni Audace pubblicando nel 1953 una fiaba illustrata nella Collana del Trifoglio e con l'Editoriale Dardo realizzando storie a fumetti le pubblicazioni Chicchirichì e Crì Crì. Insieme al fratello Mario Fantoni collaborò nel 1952 alla realizzazione di serie a fumetti per l'Editoriale Dardo come "James Taylor, il reporter giramondo" e "Gessy l'Indian Agent" e, insieme al padre, alla produzione della serie "Capitan Walter" per l'Anonima Veritas Editrice dal 1953 al 1957 e con la rivista Il Vittorioso con le serie "Calcio in costume" e "Il figlio del gangster", per Mario Nerbini realizza Lo sceriffo Dick Person. Dopo la morte del padre nel 1957, i due fratelli idearono le serie "Il sostituto", "Il caso Elvy" e "30º piano" e, per la collana "Jolly", realizzarono le serie "Hoka Hey" scritta da Danilo Forina, "Le Terre Insagnuinate" scritta da Renata De Barba", "Il Gran Premio Siepi"di Piero Salvatico, "L'arcipelago della Copra" con Sandro Cassone e "Il progetto Stella Azzurra" di Mario Basari.
Nei primi anni sessanta si ritirò dall'attività realizzando solo nel 1985 le illustrazioni di un romanzo di Tommaso Landolfi, "Il principe infelice" nel 1985. Morì nel 2016.